# Вернер Мюллер
Вернер Мюллер (нім. Werner Müller; 4 серпня 1920, Берлін — ?) — німецький офіцер-підводник, оберлейтенант-цур-зее крігсмаріне.

## Біографія
1 грудня 1939 року вступив на флот. З 1 травня 1941 по 11 січня 1942 року пройшов курс підводника. З 12 січня 1942 року — інструктор 1-ї навчальної дивізії підводних човнів. У вересні 1942 року направлений на будівництво підводного човна U-232. З 28 листопада 1942 року — додатковий вахтовий офіцер на U-232. В лютому 1943 року направлений на будівництво U-239. З 13 березня 1943 по 27 березня 1944 року — 1-й вахтовий офіцер на U-239, з 29 березня 1944 року — 1-й вахтовий офіцер на U-953, на якому взяв участь у чотирьох походах. 13 серпня 1944 року виконував обов'язки командира на U-963, на якому здійснив 1 похід (13-21 серпня 1944). 22-31 серпня 1944 року пройшов курс кермування, з 15 вересня по 31 жовтня — курс командира човна. З 1 листопада по грудень 1944 року — 1-й вахтовий офіцер на U-1167. З лютого 1945 року — виконувач обов'язків командира, з березня 1945 року — 1-й вахтовий офіцер на U-2327. 3 травня 1935 року затопив човен в рамках операції «Регенбоген». 8 травня 1945 року взятий в полон британськими військами.

## Звання
- Кандидат в офіцери (1 грудня 1939)
- Морський кадет (1 травня 1940)
- Фенріх-цур-зее (1 листопада 1940)
- Оберфенріх-цур-зее (1 листопада 1941)
- Лейтенант-цур-зее (1 квітня 1942)
- Оберлейтенант-цур-зее (1 грудня 1943)

## Нагороди
- Залізний хрест
  - 2-го класу (1941)
  - 1-го класу (1944)
- Нагрудний знак підводника (23 липня 1944)